# S
A letra S (ésse) é a décima nona letra do alfabeto latino.

## História
Na escrita egípcia o S era representado pelo desenho de uma espada. Entre os fenícios recebeu o nome de shin que significava dente. Dos gregos recebeu o nome de sigma (Σ σ) e adquiriu um novo formato que preservava apenas o desenho em ziguezague do seu ancestral fenício. Com os romanos, o S ganhou sua forma atual.

## Fonética e códigos
Na língua portuguesa, a letra S, quando inicia palavra, tem o som consonantal fricativo alveolar surdo (representado pelo símbolo [s] no Alfabeto Fonético Internacional); no norte de Portugal, o som ápico-alveolar surdo ([s̺]). Quando se localiza entre duas vogais, tem sempre o valor da sonora [z] ([z̺] no norte de Portugal) (como, por exemplo, nos vocábulos coisa, faisão, mausoléu, lousa, Neusa, Brasil, Sousa, cheiroso, manhoso, gasoso, etc.). Para que o S entre vogais seja lido com o som /s/, deve-se grafar ss (como, por exemplo, nos vocábulos assassino, ecossistema, sessão, assimilar, assinar, etc.). Na pronúncia normal de Portugal, do Rio de Janeiro e de largas faixas do Norte e do Nordeste do Brasil, quando essa letra se encontrar no final da sílaba, isto é, entre uma vogal e uma consoante, ou depois da última vogal da palavra (como nos vocábulos és, este, bruxas, cuscuz, isto, ás, haste, etc.), representa o fonema [ʃ] (que é o som inicial da palavra xá). No Sul e Sudeste do Brasil, assim como em largas faixas do Centro-Oeste, o S em final de sílaba tem, via de regra, o mesmo valor que no início.
| Combinações de duas letras              | Combinações de duas letras | Combinações de duas letras | Combinações de duas letras | Combinações de duas letras | Combinações de duas letras | Combinações de duas letras | Combinações de duas letras | Combinações de duas letras | Combinações de duas letras | Combinações de duas letras | Combinações de duas letras | Combinações de duas letras | Combinações de duas letras | Combinações de duas letras | Combinações de duas letras | Combinações de duas letras | Combinações de duas letras | Combinações de duas letras | Combinações de duas letras | Combinações de duas letras | Combinações de duas letras | Combinações de duas letras | Combinações de duas letras | Combinações de duas letras | Combinações de duas letras |
| --------------------------------------- | -------------------------- | -------------------------- | -------------------------- | -------------------------- | -------------------------- | -------------------------- | -------------------------- | -------------------------- | -------------------------- | -------------------------- | -------------------------- | -------------------------- | -------------------------- | -------------------------- | -------------------------- | -------------------------- | -------------------------- | -------------------------- | -------------------------- | -------------------------- | -------------------------- | -------------------------- | -------------------------- | -------------------------- | -------------------------- |
| Sa                                      | Sb                         | Sc                         | Sd                         | Se                         | Sf                         | Sg                         | Sh                         | Si                         | Sj                         | Sk                         | Sl                         | Sm                         | Sn                         | So                         | Sp                         | Sq                         | Sr                         | Ss                         | St                         | Su                         | Sv                         | Sw                         | Sx                         | Sy                         | Sz                         |
| SA                                      | SB                         | SC                         | SD                         | SE                         | SF                         | SG                         | SH                         | SI                         | SJ                         | SK                         | SL                         | SM                         | SN                         | SO                         | SP                         | SQ                         | SR                         | SS                         | ST                         | SU                         | SV                         | SW                         | SX                         | SY                         | SZ                         |
| Combinações letra-número e número-letra |                            |                            |                            |                            |                            |                            |                            |                            |                            |                            |                            |                            |                            |                            |                            |                            |                            |                            |                            |                            |                            |                            |                            |                            |                            |
|                                         |                            | S0                         | S1                         | S2                         | S3                         | S4                         | S5                         | S6                         | S7                         | S8                         | S9                         |                            |                            | 0S                         | 1S                         | 2S                         | 3S                         | 4S                         | 5S                         | 6S                         | 7S                         | 8S                         | 9S                         |                            |                            |

## Como abreviatura
- (Letra maiúscula) Símbolo químico do elemento Enxofre, do latim sulfur.
- (Letra maiúscula) Siemens, unidade SI de condutância elétrica.
- (Letra minúscula) símbolo de segundo, unidade SI de tempo.
- (Letra minúscula), substantivo, em dicionários da língua portuguesa.
- (Letra minúscula) ponto cardeal Sul.